# Halibut pacyficzny
Halibut pacyficzny (Hippoglossus stenolepis) – gatunek ryby flądrokształtnej z rodziny flądrowatych (Pleuronectidae).

## Występowanie
Żyje w północnej części Oceanu Spokojnego.

## Opis
Największy zaobserwowany osobnik miał 267 cm długości. Może osiągnąć wiek do około 42 lat.

## Odżywianie
Jest drapieżnikiem. Żywi się rybami, kałamarnicami, krabami, mięczakami i innymi bezkręgowcami.